# Microrregión de Três Lagoas
La microrregión de Três Lagoas es una de las microrregiones del estado brasileño de Mato Grosso del Sur perteneciente a la mesorregión del Este de Mato Grosso del Sur. Su población, según el Censo IBGE en 2010, es de 156.176 habitantes y está dividida en cinco municipios. Posee un área total de 50.494,468 km².

## Municipios
- Água Clara;
- Brasilândia;
- Ribas del Río Pardo;
- Santa Rita do Pardo;
- Tres Lagunas.

- Datos: Q683123